# Андрієво-Зорине
Андрі́єво-Зо́рине (народна назва  — А-Зорине) — село в Україні, у Березанській селищній громаді Миколаївського району Миколаївської області. Населення становить 215 осіб станом на 01.01.2018р.

## Відомі люди
- Діброва Гнат (1906—1984) — український поет у діаспорі.
- Чернобай Андрій Петрович — Герой Радянського Союзу.